# スタンレー・グリーンスパン
スタンレー・グリーンスパン（Stanley Greenspan、1941年6月1日 - 2010年4月27日）は、アメリカ合衆国の児童精神科医であり、乳幼児の精神的発達に関する研究と臨床介入法の第一人者。DIRモデルおよびフロアタイムの開発者として知られる。

## 経歴
1941年6月1日にニューヨーク・ブルックリン区で生まれる。1962年にハーバード大学を卒業。1966年にイェール大学医学部で医学の学位を取得。精神科でのインターンシップの後、1970年に国立精神衛生研究所に入社。1982年にジョージ・ワシントン大学医学部へ移り、精神医学・行動科学・小児科学の臨床教授を務めた。
2010年4月27日にメリーランド州ベセスダ郊外の病院で脳卒中の合併症により68歳で死亡した。

## 表彰
- シグールニー賞（Sigourney Award）：アメリカ精神分析協会より授与[3]
- イットルソン賞（Ittleson Prize）：アメリカ精神医学会より、小児精神医学研究への卓越した貢献に対して授与
- イットルソン賞：アメリカ整形精神医学会より、アメリカの精神保健への卓越した貢献に対して授与
- エドワード・A・ストレッカー賞（Edward A. Strecker Award）：アメリカ精神医学への卓越した貢献に対して授与（1982）[4]
- 優秀講演者賞（Distinguished Lecturer Award）：アメリカ精神医学会・科学プログラム委員会より授与
- アメリカ公衆衛生局特別表彰（United States Public Health Service Special Recognition Award）
- ハインツ・ハートマン賞（Heintz Hartmann Prize）
- メアリー・アレン賞（Mary Allen Award）：アメリカの精神分析分野への卓越した貢献に対して授与

## 編集委員
- Clinical Infant Reports（編集委員長）[3]
- アメリカ精神分析学会誌
- 予防精神医学誌
- 精神分析的探究ジャーナル（Journal of Psychoanalytic Inquiry）
- 乳児精神保健ジャーナル
- 心理療法実践と研究ジャーナル
- 発達および学習障害ジャーナル

## 著書
- ADHDの子どもを育む:DIRモデルにもとづいた関わり
- こころとからだを育む新育児書
- 自閉症のDIR治療プログラム: フロアタイムによる発達の促し
- こころの病への発達論的アプローチ:DIRモデルに基づいた理解と関わり
- 子どもの臨床アセスメント―1回の面接からわかること

## メディア
- PBS NOVA ドキュメンタリー番組「Life's First Feelings」（1986）